# نقد راديكالي
النقد الراديكالي حركة ظهرت في القرن التاسع عشر وحاولت التأكيد بأن كل رسائل بولس مزورة باسمه. قال علماء النقد الراديكالي كثيرا إن عيسى ورسله لم يكونوا شخصيات تاريخية.

## مواقع خارجية
- Hermann Detering's Radikal Kritik site (in German, limited English pages available)